# Горфункель, Владимир-Вольф Ефимович
Владимир-Вольф Ефимович Горфункель (1912 — ?) — инженер-механик, лауреат Государственной премии СССР (1969).
Окончил химические курсы (1928) и вечернее отделение Московского института химического машиностроения (1936).
- 1929—1931 лаборант на заводе «Электросвет»
- 1931—1933 рабочий в Государственном музее керамики
- 1933—1934 слесарь на заводе «Красная Пресня»
- 1936—1938 инженер-конструктор
- 1938—1941 аспирант.

С 1941 г. — в Государственном научно-исследовательском и проектном институте (ГНИИПИ) азотной промышленности и продуктов органического синтеза: старший научный сотрудник, руководитель группы.
Государственная премия СССР 1969 года (в составе коллектива) — за научно-техническую разработку и внедрение в народное хозяйство энерготехнологического агрегата производства азотной кислоты под давлением 7,3 атм с газотурбинным приводом компрессора и каталитической очисткой выхлопных газов от окислов азота.